# Associació
|  | Per a altres significats, vegeu «associació (fitosociologia)». |

Una associació és una agrupació de persones que decideixen unir-se de manera voluntària, lliure i solidària per aconseguir una finalitat comuna d'interès general o particular, sense ànim de lucre. Per fer-ho es comprometen a posar en comú llurs coneixements, activitats o recursos econòmics, amb caràcter temporal o indefinit.

## Regulació de les associacions a Catalunya
A Catalunya, les associacions estan regulades per la Llei 7/1997, del 18 de juny i també pel Codi Civil de Catalunya, Llibre tercer, Títol II, que deroga en part la llei 7/1997.

### Requisits
L'organització interna i el funcionament de les associacions han d'ésser democràtics, amb ple respecte al pluralisme. Si l'associació obté beneficis de les seves activitats no pot repartir-los entre els socis i s'hauran de repercutir en altres activitats. Ha d'estar formada com a mínim per 3 persones i ha de tenir com a mínim:
- Una Assemblea General de Socis, que és l'òrgan de govern suprem de l'associació.
- Una Junta de Govern, que ha de tenir l'estructura que es determini als estatuts, i que generalment consta de: President, Secretari, Tresorer i Vocals.

### Acta fundacional
El primer pas és reunir tots els membres fundadors per a redactar l'acta fundacional de l'associació, que és un document privat en el qual els socis fundadors acorden: la constitució de l'associació, l'aprovació dels Estatuts i l'elecció de la Junta Directiva. A l'acta fundacional hi han de constar les dades personals (nom, cognoms, DNI, domicili i signatura) de tots els socis fundadors.

### Confeccionar els estatuts
Els Estatuts són les normes per les quals es regirà l'associació, i com a tal poden ser modificats i integrats. Com que és una norma objectiva, ha de servir les finalitats proposades en la seva constitució i adaptar-se al màxim a la realitat de l'associació. Als estatuts hauran d'incloure: la denominació, les finalitats determinades, domicili, àmbit, òrgans directius i forma d'administració, admissió i pèrdua de la qualitat de soci, règim disciplinari, drets i deures, procediment de modificació dels estatuts, patrimoni fundacional, destinació del patrimoni social i taxes.

### Inscripció
L'associació s'ha d'inscriure al Registre General de Dret i d'Entitats Jurídiques del Departament de Justícia, òrgan que porta el registre de les associacions de règim general. En queden excloses, perquè tenen registres específics, les associacions polítiques, religioses, esportives de competició oficial i les professionals que regulen drets laborals com els sindicats i patronals. La inscripció es fa mitjançant la presentació dels següents documents:
- "Sol·licitud d'inscripció d'una associació"
- Acta fundacional de l'associació (original)
- Estatuts de l'associació (original)

El cost en l'any 2012 de la inscripció era de 37,85 € i la meitat si es feia telemàticament.

### Obtenció del NIF
El NIF és el document necessari per a poder iniciar l'activitat econòmica de l'associació i es demana a Hisenda aportant la següent documentació:
- Model 036 emplenat.
- Còpies dels documents presentats al Departament de Justícia (estatuts, acta fundacional i sol·licitud).
- Fotocòpia del document identificatiu de la persona que signa el Model 036 (que ha de ser un dels socis fundadors de l'associació).